# Jean-Clément Jeanbart
Jean-Clément Jeanbart (ur. 3 marca 1943 w Aleppo) – syryjski duchowny melchicki, w latach 1995–2021 arcybiskup Aleppo.

## Życiorys
Święcenia prezbiteratu przyjął 16 września 1968. 2 sierpnia 1995 został mianowany arcybiskupem Aleppo. Sakry udzielił mu 16 września 1995 melchicki patriarcha Antiochii Maksymos V Hakim, któremu towarzyszyli melchicki tytularny arcybiskup Palmyry François Abou Mokh oraz melchicki arcybiskup Bejrutu i Dżubajl Habib Basza. Od 6 lipca do 3 lipca 2017 był administratorem apostolskim Antiochii po rezygnacji Grzegorza III Lahama z urzędu patriarszego. Pozostał nim do wyboru Youssefa Absi na patriarchę. 
17 września 2021 papież Franciszek zatwierdził wybór jego następcy, którego dokonał Synod Kościoła melchickiego. 